# カール・シュピッツヴェーク
カール・シュピッツヴェーク（Carl Spitzweg, 1808年2月5日 - 1885年9月23日）は、ビーダーマイヤー時代を代表するドイツの画家。絵画『貧乏詩人』、『本の虫』、『バラの谷の郵便配達人』などで知られる。

## 略歴
ドイツ南部バイエルンのオーバーバイエルンゲルメリングにかつてあったウンタープファッフェンホーフェンで生まれる。父親は商人であった。ミュンヘン大学に通い、薬学、植物学、化学などを学ぶ。1832年に卒業したあと、薬局で薬剤師として働く。やがて病気のため温泉で療養中に画家への道を決心した。独学しながら、欧州諸国を漫遊した。バイエルンの都市ローテンブルクの屋根裏部屋に住まう。『本の虫』や『貧乏詩人』などの作品で高い評価を受けた。ミュンヘンで死去。

## 作品

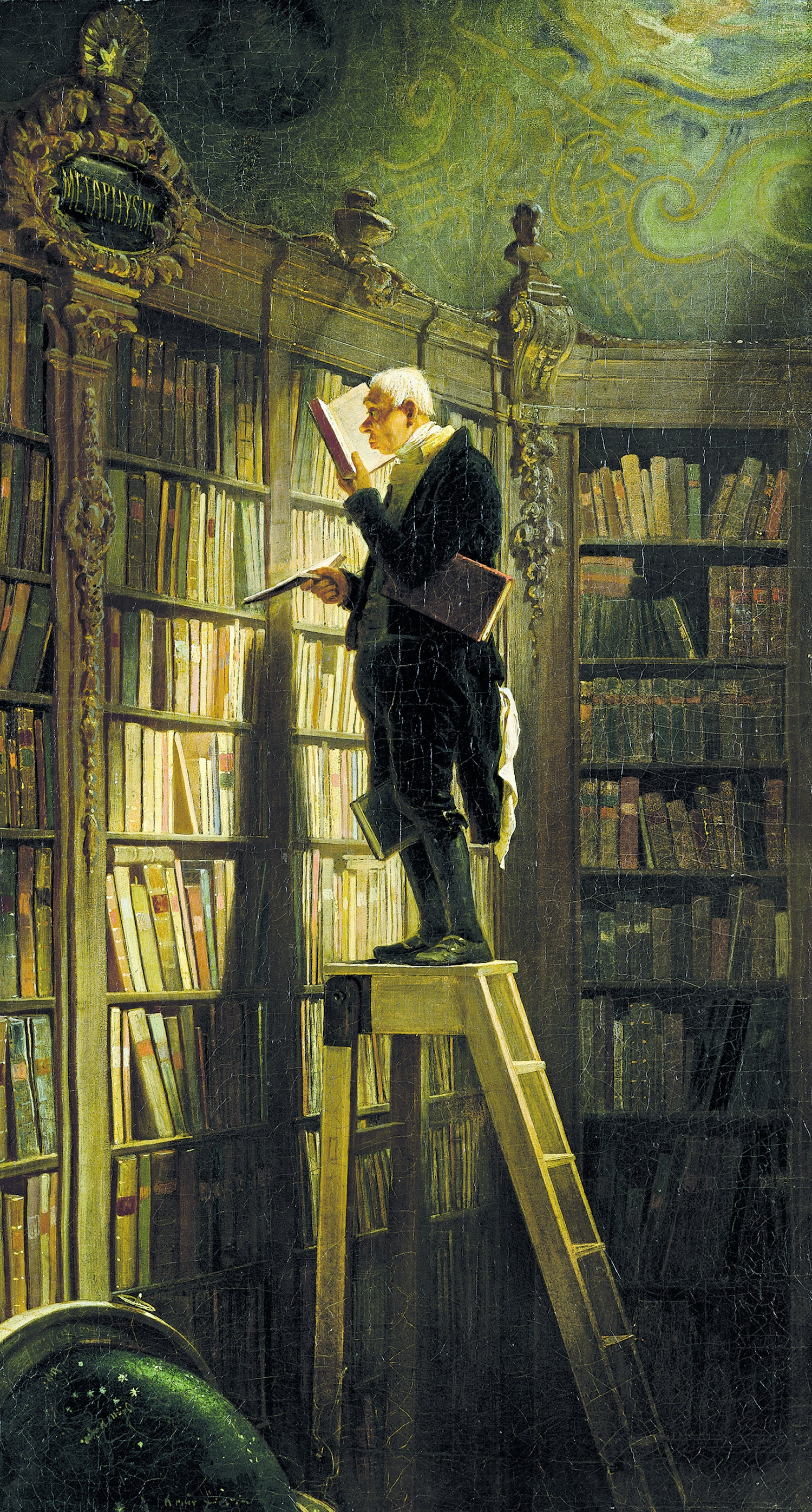
『本の虫』、1850年、ゲオルク・シェーファー美術館所蔵
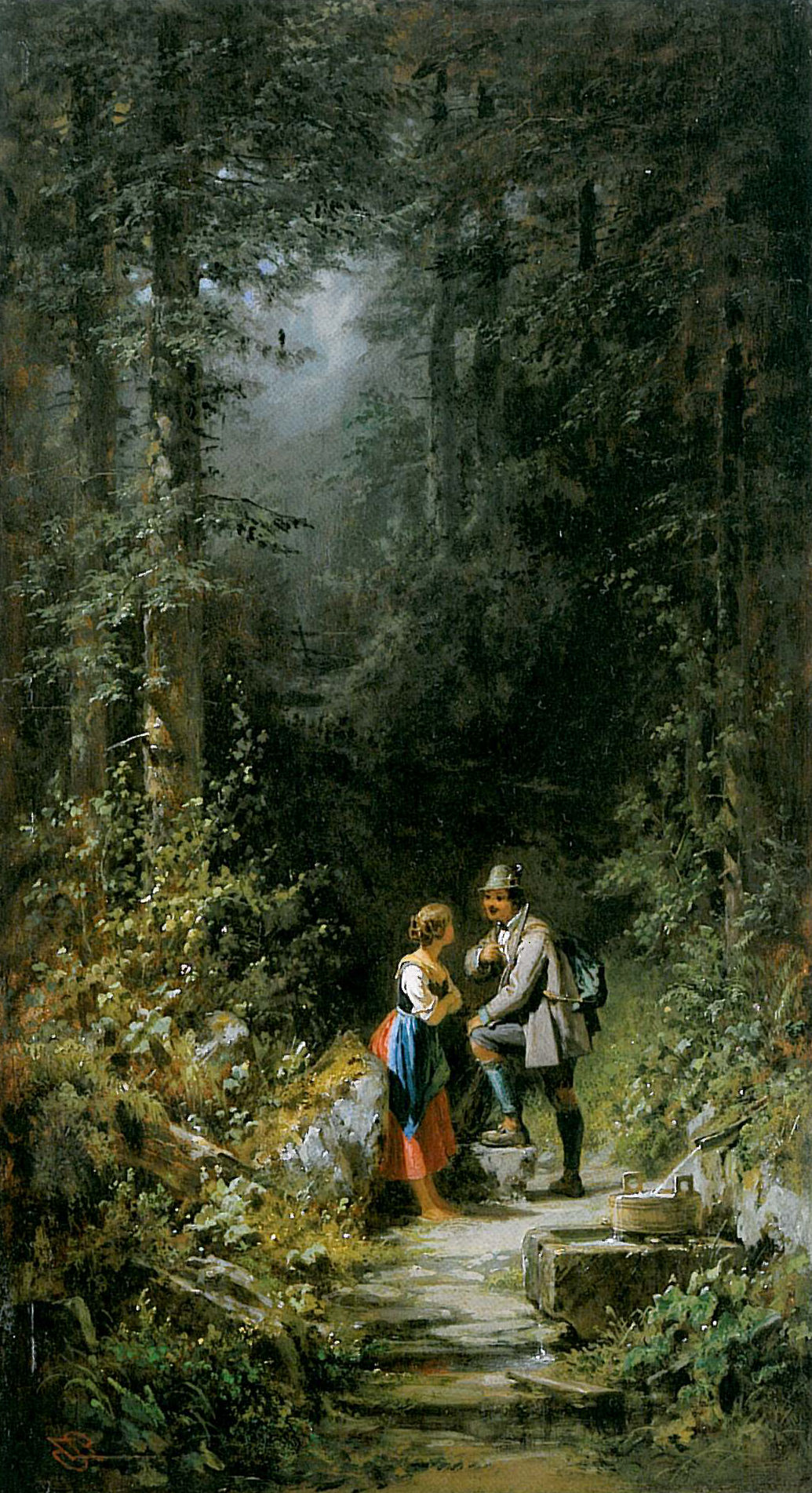
『森の中の出会い』、1860年頃
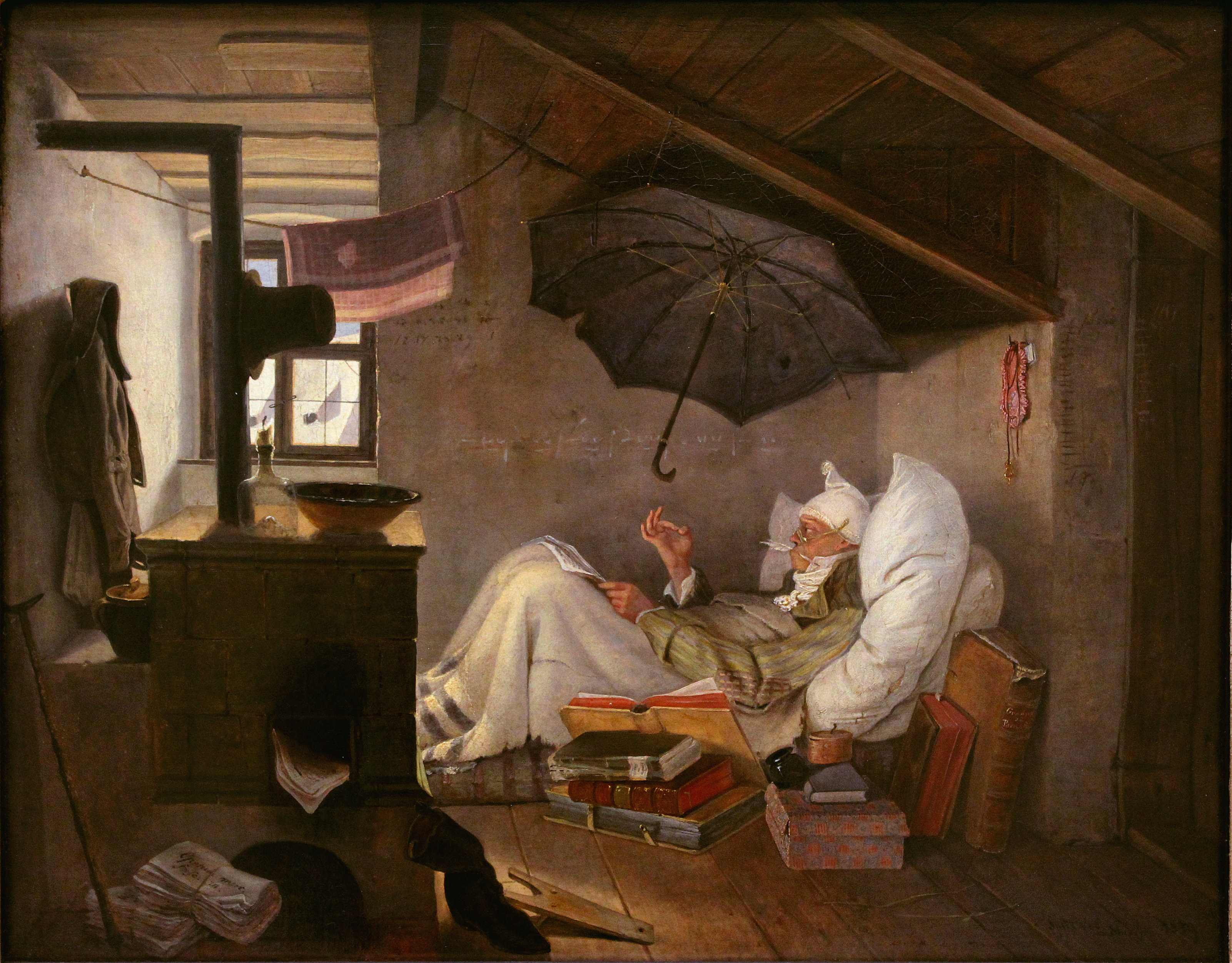
『貧乏詩人』、1839年
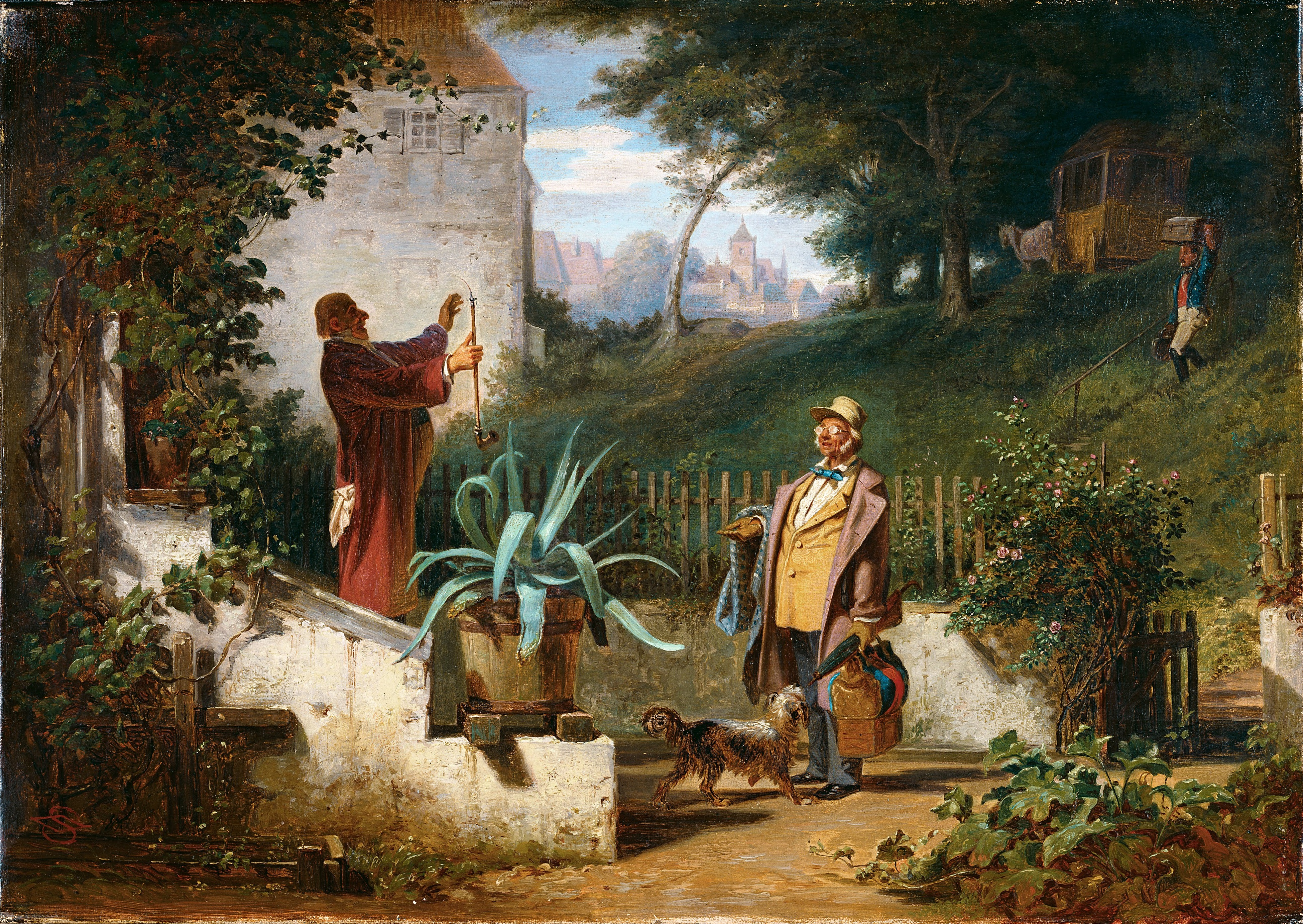
『青年時代の友人』、1855年
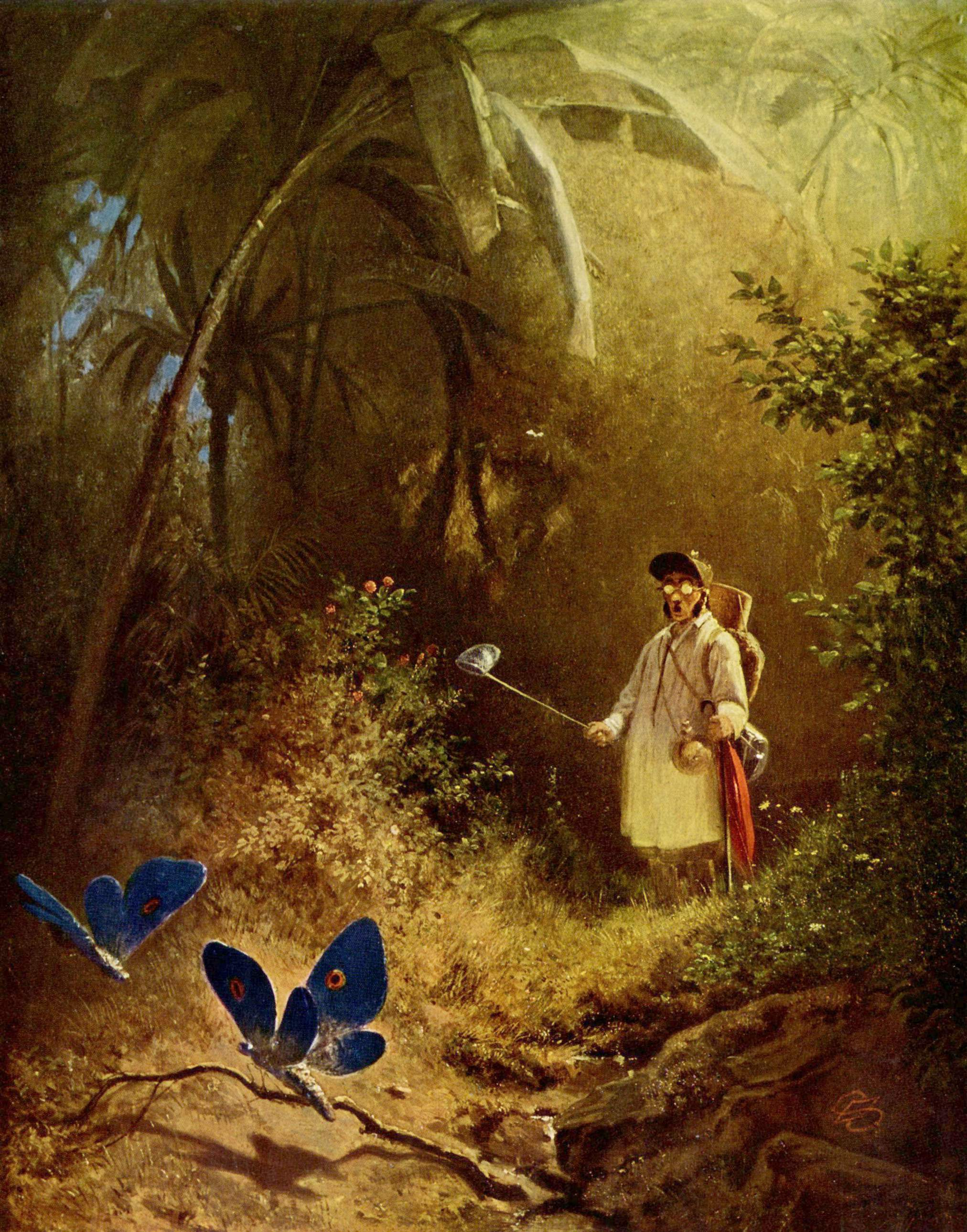
『蝶採集家』、1840年
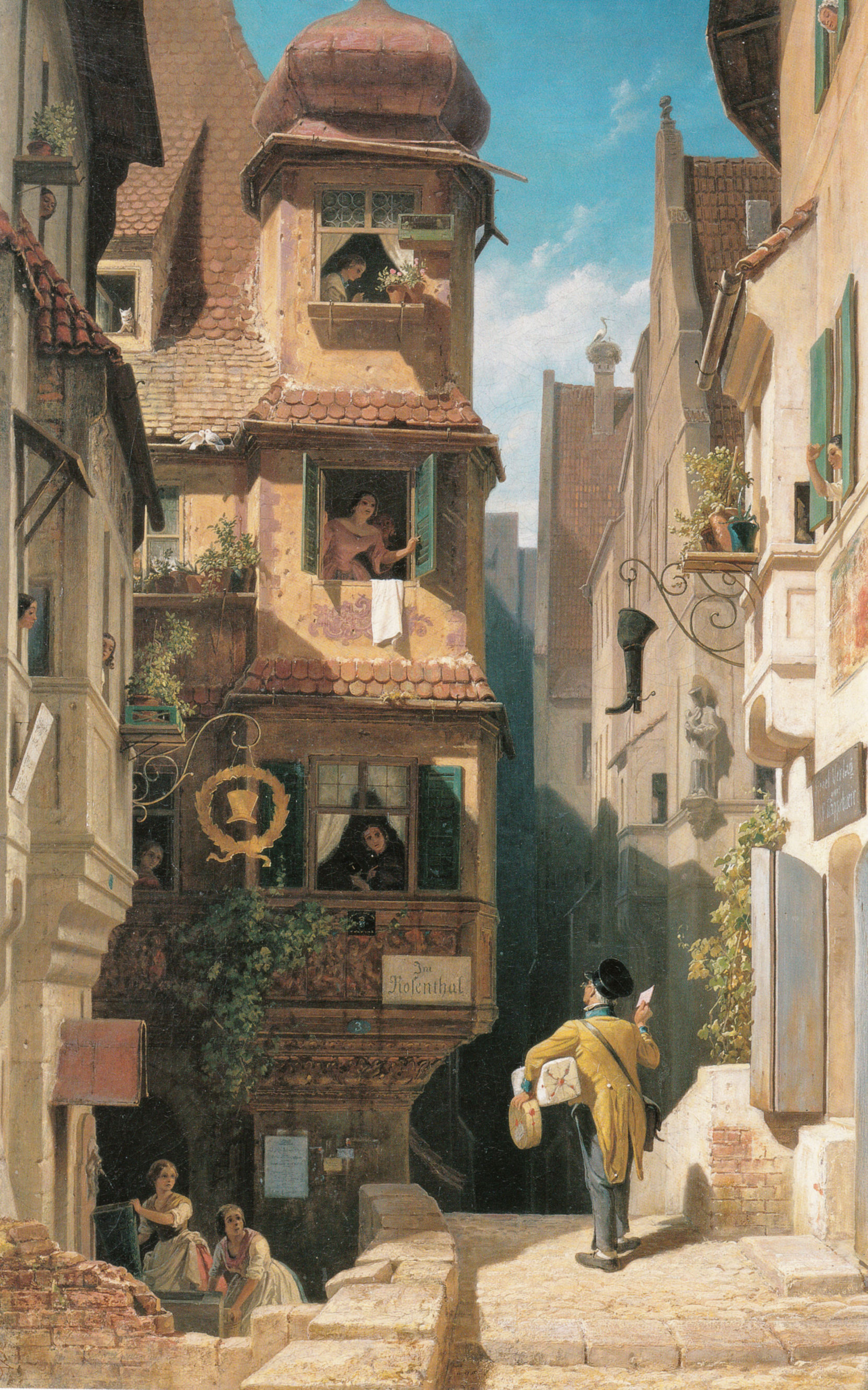
『バラの谷の郵便配達人』、1858年/1865年、マールブルク大学美術館所蔵
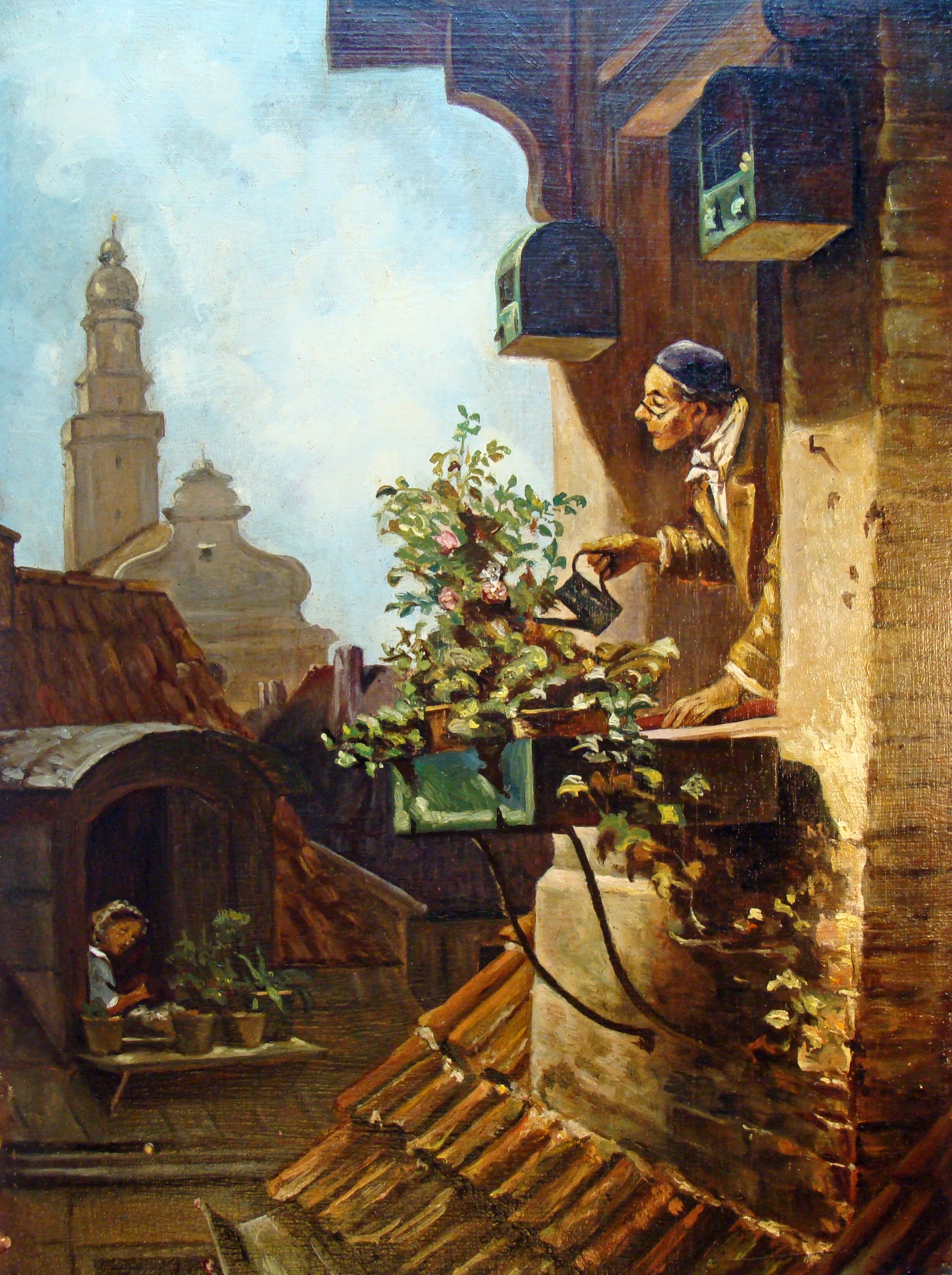
『屋根裏』、1840年代
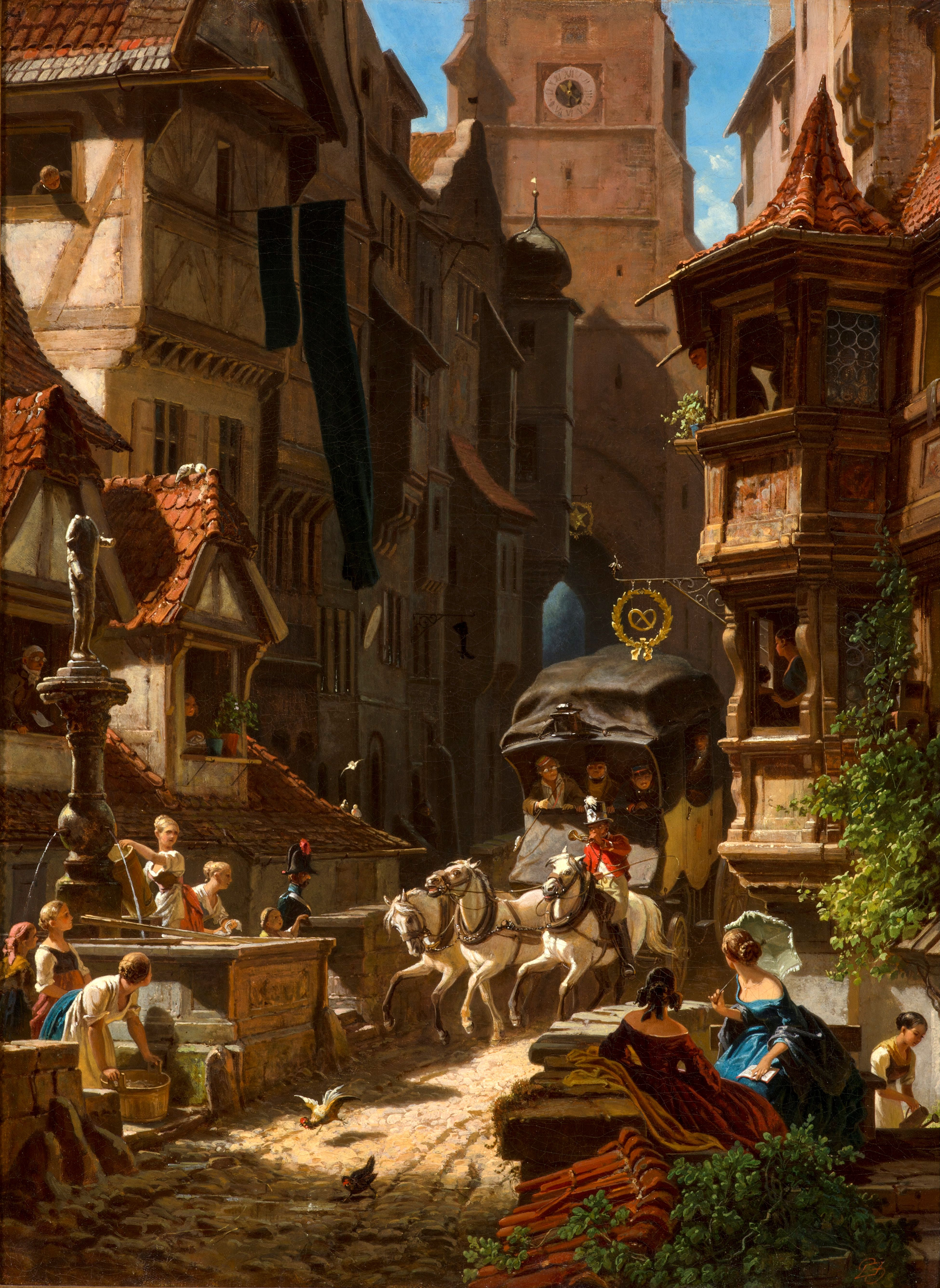
『駅馬車の到着』、1859年頃
『セレナーデ』、1854年
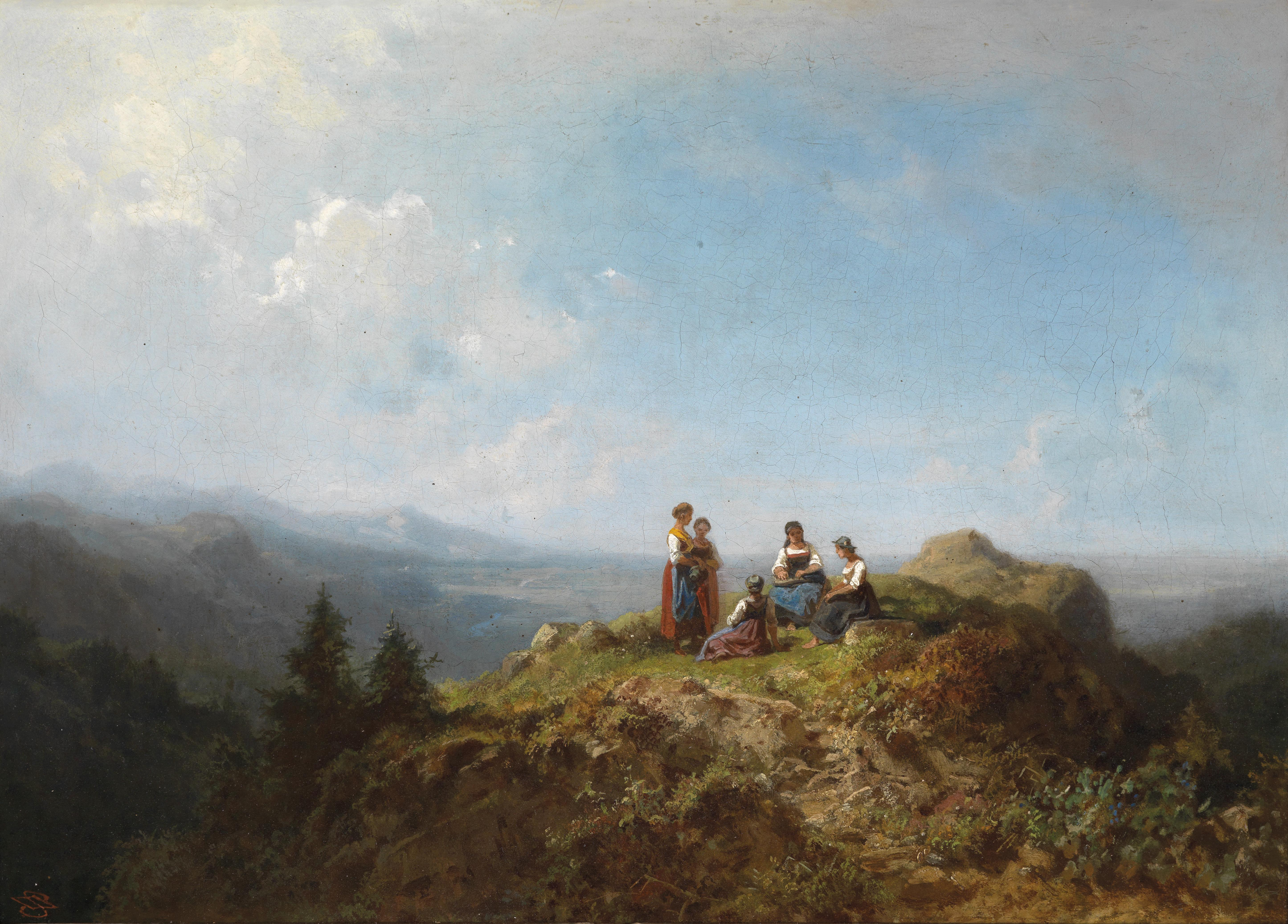
『牧野の乙女たち』、1854年
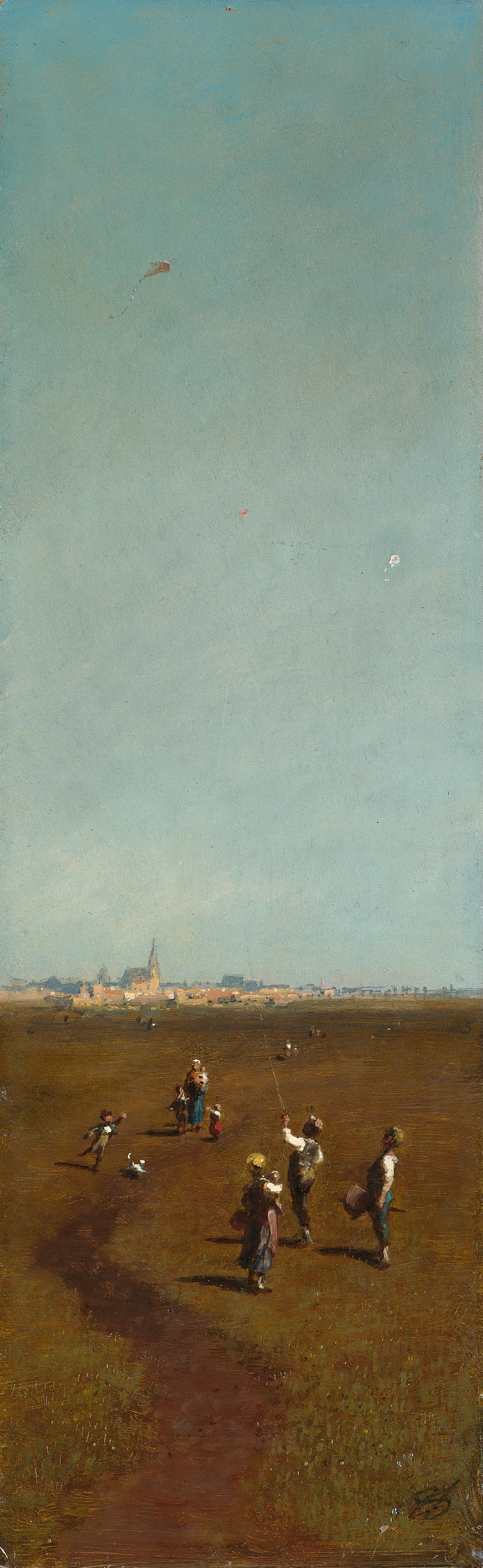
『凧揚げ』、1880年/1885年
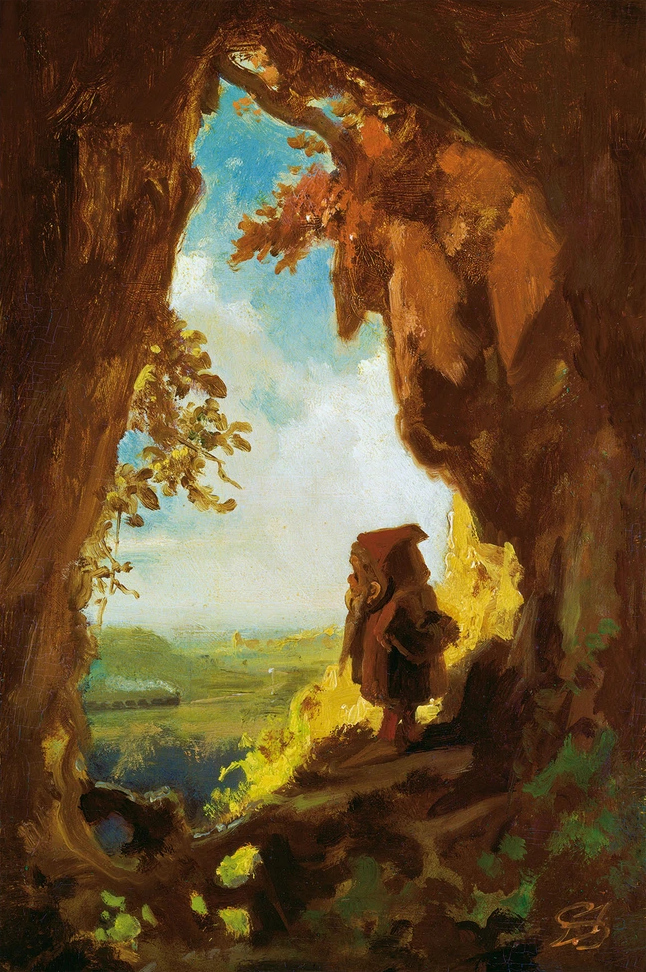
『鉄道を眺めるノーム』、1848年